# Gastornis parisiensis
Gastornis parisiensis — вид вимерлих великих нелітаючих  птахів, що існував в пізньому палеоцені і еоцені 56-41 млн років тому на території Європи. Це є типовий вид у роді Гасторніс (Gastornis). Голотип був знайдений у Франції у геологічній формації Модон. Інші скам'янілості були виявлені у Франції в еоценових відкладеннях формації Кернай і описані під назвами Gastornis edwardsi (Lemoine, 1878) та Gastornis klaaseni (Newton, 1885). Наразі ці назви вважаються синонімами Gastornis parisiensis.